# Vamshi (film)
Vamshi è un film indiano in lingua kannada del 2008, diretto da Prakash e interpretato da Puneeth Rajkumar.

## Trama
Vamshi (Puneeth Rajkumar) è un tirocinante in un'accademia di polizia che spesso finisce nei guai per la sua tendenza ad arrabbiarsi anche per cause triviali. 
Terminato l'addestramento ha la possibilità di essere assegnato al distretto di Bangalore, ma il suo cattivo carattere e i legami con la vita passata lo fanno fallire al colloquio: Vamshi è infatti figlio dell'ex malavitoso Kotnal Ramanna, capo di una banda recentemente assassinato dal gruppo rivale.
Rifiutato dalla polizia, Vamshi è costretto così a unirsi alla banda di suo padre ereditandone il ruolo di leader, e inizia a vendicare suo padre uccidendo l'uomo che lo aveva ucciso e altri nemici del defunto genitore.
Negli anni la vita da gangster di Vamshi porta alla rovina dei suoi rapporti sia con la madre Lakshmi che con la sua amica/amante Sharadha, che lo allontanano. Solo allora Vamshi realizza l'importanza di queste due persone nella sua vita, e decide di tornare alla vita tranquilla vissuta in precedenza, portando alla ribellione e tradimento sia dei politici che lo sostenevano che della sua stessa banda, interessati ad averlo ancora come leader. Ne consegue una lotta tra il gruppo di criminali e Vamshi, che riesce a uccidere tutti e liberarsi dai legami con la sua vita criminale. Alla fine della pellicola Vamshi inizia a lavorare come insegnante, e lui, Sharadha e sua madre vivono felici e contenti.

## Colonna sonora
1. Soham Chakravarthy – Bhuvanam – 4:54
2. Puneeth Rajkumar, Shreya Ghoshal – Jothe Jotheyali – 5:01
3. Sonu Nigam – Yenaytho Idho – 4:18
4. Rajesh Krishnan, Harini Sudhakar – Amalu – 4:29
5. Udit Narayan, Malathi – Mayagaathi – 4:14
6. Rajkumar – Thayi Thayi (Male Version) – 4:40
7. K. S. Chitra – Thayi Thayi (Female Version) – 4:40